# Bonnacon

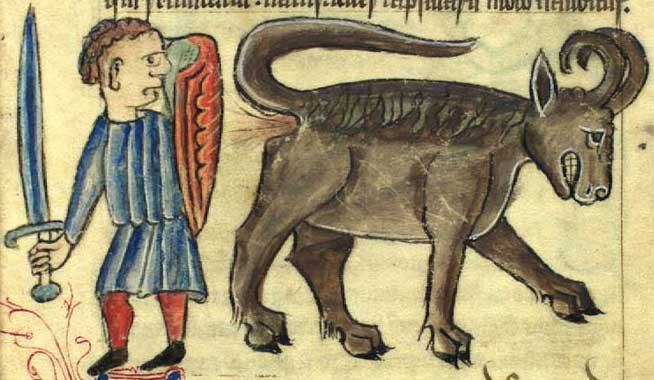
Bonnacon représenté dans un manuscrit médiéval

Le bonnacon (parfois nommé Bonacon ou Bonasus) est un animal mythique originaire d'Asie et de Grèce. Ce serait un taureau dont les cornes, tournées vers l'intérieur, l'empêcheraient d'attaquer. Puisque ses cornes ne lui permettent pas d'attaquer, le bonnacon émet des gaz ayant comme particularité de pouvoir brûler son ennemi, à la manière d'une mouffette.

## Mentions

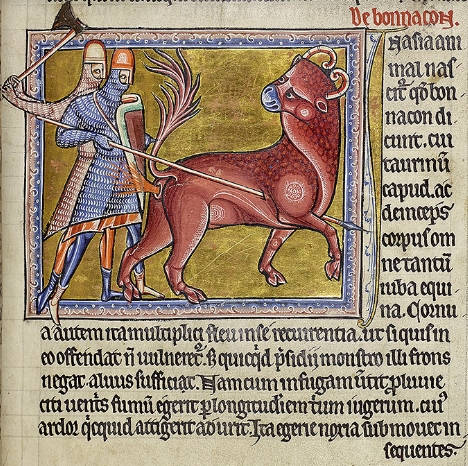
Le bonnacon du bestiaire d'Aberdeen.

Les premières sources connues concernant cet animal légendaire figurent dans L'Histoire naturelle écrite par le naturaliste romain Pline l'Ancien et publiée vers 77.

« On parle d'un animal sauvage en Péonie appelé bonasus, qui a la crinière semblable à un cheval, mais est à tous les autres égards un taureau; ses cornes sont recourbées en arrière de manière à ne lui être d'aucune utilité pour le combat, et il est dit qu'en raison de cela, il se sauve par la fuite, en attendant l'émission d'une traînée de gaz qui couvre parfois une distance de trois furlongs [604 m], et brûle les poursuivants qui entrent en contact avec comme une sorte de feu »

— Pline l'Ancien, Histoire Naturelle 8, 16
De mirabilibus auscultationibus (Sur les choses merveilleuses entendues) (en), ouvrage grec anonyme faussement attribué à Aristote, mentionnait déjà un animal similaire habitant la même région :

« En Péonie, on dit que dans la montagne appelée Hésaenus, qui sépare Péonie de Maedice, vit un animal sauvage appelé Bolinthus, que les Péoniens appellent Monaepus. Cet animal ressemble en général à un bœuf, mais il est plus grand, plus fort et plus velu. Il a sur le cou une crinière comme celle d'un cheval, qui s'étend du front jusqu'aux yeux. Ses cornes ne sont pas comme celles des bœufs, mais sont tournées vers le bas et se terminent en pointe aiguë près des oreilles. Chacune d'elles contient plus de trois pintes et est noire comme de la poix, mais elle brille comme si elle était pelée. Mais quand la peau est écorchée, elle couvre l'espace de huit lits. Mais quand on la frappe, elle fuit, et même si elle est frappée, elle continue à fuir. Sa chair est douce. Elle se défend en ruant et en vidant ses excréments sur une distance de quarante pieds. Il emploie facilement et souvent cette forme de défense, qui brûle si violemment qu'elle arracherait les poils d'un chien. On dit que cela se produit quand l'animal est dérangé, mais que cela ne brûle pas quand il n'est pas dérangé. Quand ils mettent bas, ils se réunissent en grand nombre, et, réunis en troupeau, tous les plus gros mettent bas et évacuent leurs excréments en cercle, car l'animal évacue beaucoup de ces excréments. »

— Pseudo-Aristote, De mirabilibus auscultationibus, 1

On retrouve mention du bonnacon dans le bestiaire d'Aberdeen, du XIIe siècle :

« In Asia an animal is found which men call bonnacon. It has the head of a bull, and thereafter its whole body is of the size of a bull's with the maned neck of a horse. Its horns are convoluted, curling back on themselves in such a way that if anyone comes up against it, he is not harmed. But the protection which its forehead denies this monster is furnished by its bowels. For when it turns to flee, it discharges fumes from the excrement of its belly over a distance of three acres, the heat of which sets fire to anything it touches. In this way, it drives off its pursuers with its harmful excrement. »

— Bestiaire d'Aberdeen
L'animal est évoqué sous le nom de « Bonachus » dans Vie de sainte Marthe, dite du Syntique ou de la pseudo-Marcelle, un ouvrage apocryphe datant de la fin du XIIe siècle ,,: « Bonachus, bête de la région de Galatie, qui possède une telle nature que, à ceux qui veulent l’aveugler à une distance d’un sillon, il jette sa fiente, comme un carreau, et tout ce qu’il atteint brûle comme le feu. »

## Représentations
Une représentation supposée d'un bonnacon figure sur les armoiries de la famille Hollingshead, et fait peut-être allusion à une confrontation légendaire entre l'un de leurs ancêtres et cette bête.
Une autre représentation existe sur la Tabulam Orbis Terrarum de la Cathédrale d’Hereford commandée par Richard de Haldingham aux alentours de 1300.

## Théories sur l'origine
Sa courte crinière et sa queue de cheval laissent à croire qu'il s'agissait en fait de bisons.

## Galerie

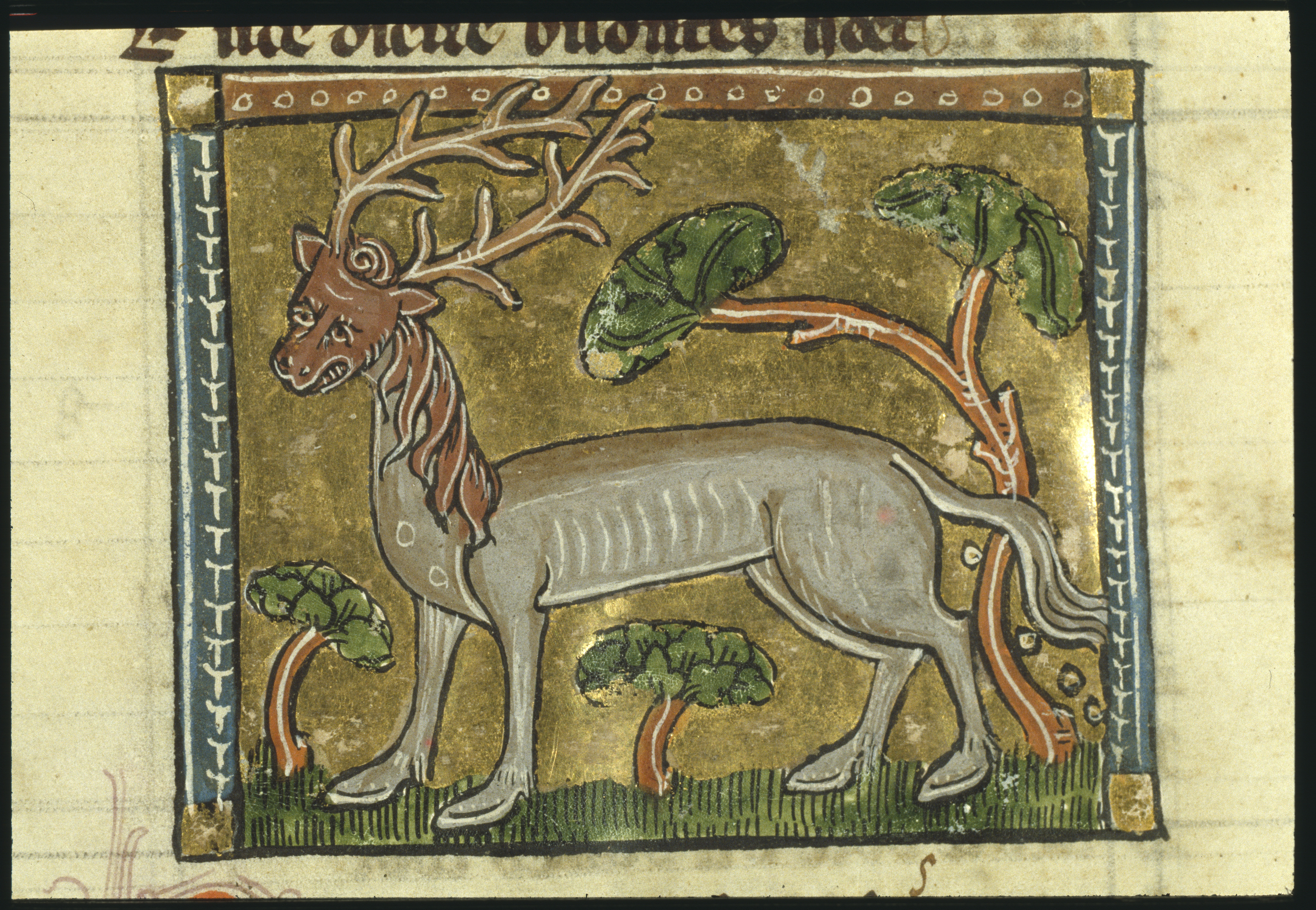
Bonacus, Der naturen bloeme (nl) (c. 1266), Jacob van Maerlant.
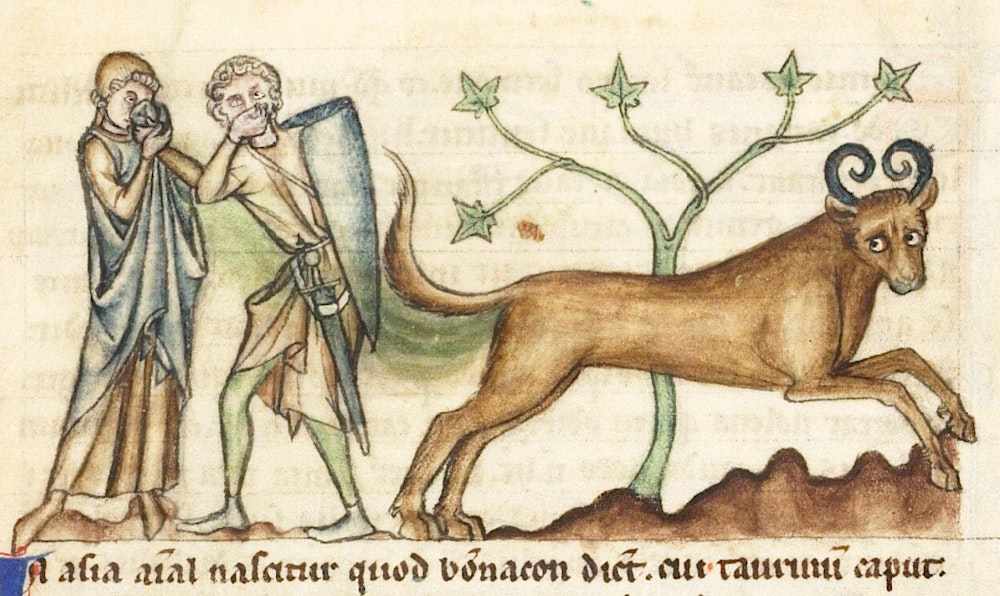
Illustration de livre de De Natura animalium, ca. 1285, Bibliothèque Municipale de Douai, Ms. 711, f. 8 r
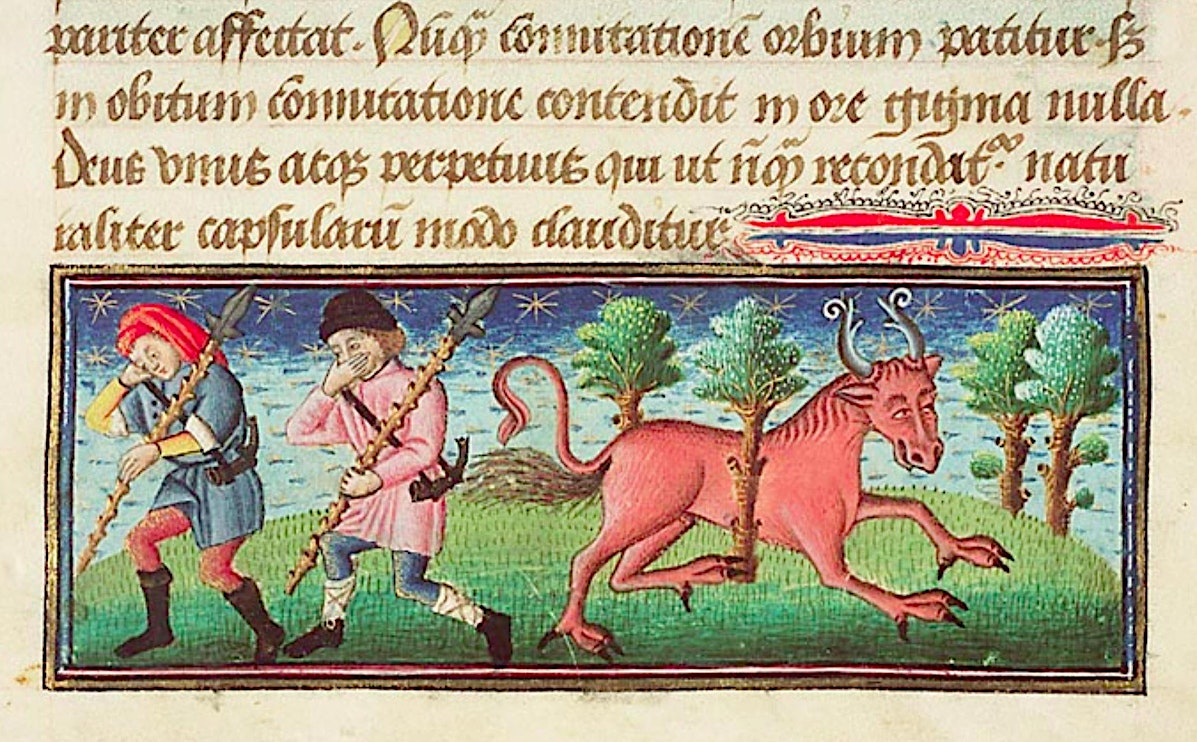
Illustration de livre de La Haye, MMW, 10 B 25, vers 1450, f. 8r